# Sellos en la sinoesfera
En la sinoesfera, los sellos (estampas) se pueden aplicar a objetos para establecer la identificación personal. Se aplican comúnmente en artículos como documentos personales, papeleo de oficina, contratos y arte. Se utilizan de manera similar a las firmas en Occidente. A diferencia de Occidente, donde los sellos de lacre son comunes, los sellos de la sinoesfera se utilizan con tinta.
De origen chino, el proceso pronto se extendió más allá de China y por el este y el sudeste de Asia. Varios países de estas regiones utilizan actualmente una combinación de sellos y firmas manuscritas y, cada vez más, firmas electrónicas.
Los sellos chinos suelen estar hechos de piedra, a veces de metales, madera, bambú, plástico o marfil, y generalmente se utiliza con tinta roja o pasta de cinabrio (en chino, 朱砂; pinyin, zhūshā). La palabra 印 ("yìn" en mandarín, "in" en japonés y coreano, "ấn" e "in" en vietnamita) se refiere específicamente a la impresión creada por el sello, además de aparecer en combinación con otros morfemas en palabras relacionadas con cualquier impresión, como en la palabra "印刷", "impresión", pronunciada "yìnshuā" en mandarín, "insatsu" en japonés. En el mundo occidental, los sellos asiáticos eran conocidos tradicionalmente por los comerciantes como marcas de corte o simplemente chops, un término adaptado del hindi chapa y del malayo cap, que significa sello o sellos de goma.
En Japón, los sellos, conocidos como inkan (印鑑?) o hanko (判子?), se han utilizado históricamente para identificar a las personas involucradas en el gobierno y el comercio desde la antigüedad. Los emperadores japoneses, los shōguns y los samuráis imprimían sus sellos personales en edictos y otros documentos públicos para demostrar su autenticidad y autoridad. Incluso hoy en día, las empresas de ciudadanos japoneses utilizan regularmente sellos con nombre para firmar contratos y otros documentos importantes.

## Historia

### Leyendas de origen e historia temprana
A lo largo de la historia de China, los sellos han desempeñado un papel importante y se sabe que han sido utilizados tanto por autoridades gubernamentales como por particulares durante miles de años.Los primeros ejemplos conocidos de focas en la antigua China datan de la dinastía Shang (c. 1600
-c. 1046
 a. C) y fueron descubiertos en sitios arqueológicos en Anyang.Sin embargo, queda por descubrir cómo se utilizaban estos antiguos sellos, ya que sólo a partir del período de primavera y otoño (771-476 a. C.) de la dinastía Zhou (1046-256 a. C.) se produce un aumento en la cantidad de sellos chinc. 476os. emparejados con referencias textuales a ellos. Hasta el final del período de los Reinos Combatientes (c. 476 a. C. - c. 221
a. C.), todos los sellos solo se conocían como xǐ (璽), independientemente de si eran utilizados por funcionarios gubernamentales o en uso privado y sin importar el material utilizado para fabricarlos.
Durante la dinastía Han (202 - 220 d. C.), se registró un mito del origen del supuesto primer sello en la historia de China. Este mito afirma que el primer sello fue entregado al Emperador Amarillo por un dragón amarillo que tenía un mapa en su espalda.Según otro mito de origen, el primer sello se lo dio al emperador Yao un fenghuang (un pájaro mítico) mientras estaba sentado en un barco.En ambas leyendas de origen, el regalo del sello es un símbolo de que el Mandato del Cielo fue conferido a su destinatario.Entonces, cuando Tang, el primer gobernante de la dinastía Shang, derroca al último gobernante tiránico de la (posiblemente mítica) dinastía Xia (presuntamente c. 2070 - c. 1600
), le arrebata el sello real para establecer simbólicamente su poder.

### China Imperial

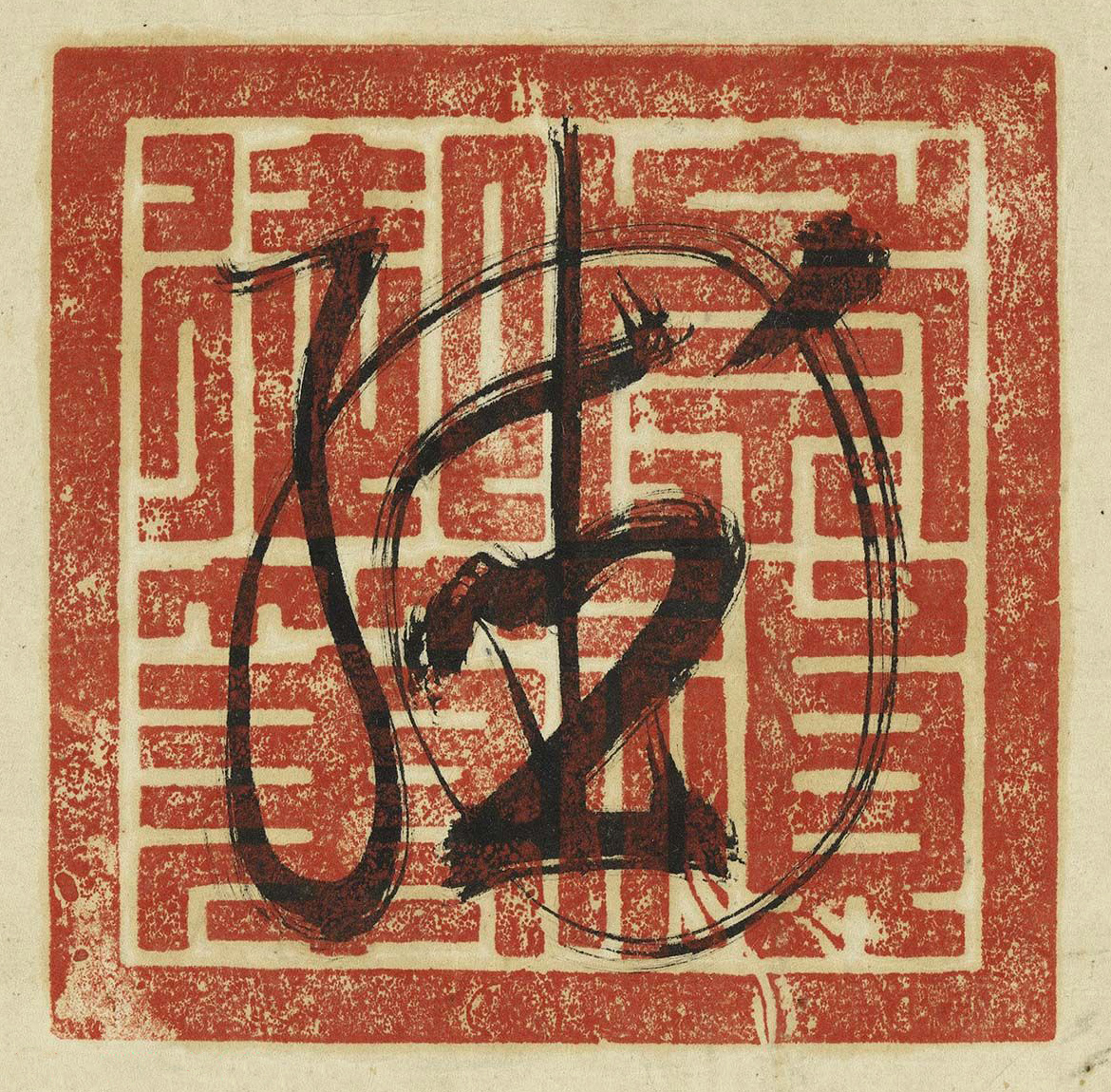
Sello personal y monograma (huaya) del emperador Chongzhen (1611-1644)

Durante el período imperial de China, el término xǐ comenzaría a convertirse paulatinamente en una designación reservada exclusivamente a los sellos de los Emperadores. Durante la dinastía Han, el Emperador de China solo tenía 6 sellos imperiales; más tarde, durante la dinastía Tang (618-907), este número había aumentado a 8; durante la dinastía Ming (1368-1644), este número crecería aún más hasta llegar a existir. más de una docena de sellos imperiales, y durante el reinado de la dinastía Qing (1636-1912, 1917), había varias docenas de sellos imperiales oficiales que fueron utilizados por sus emperadores. Las inscripciones en estos sellos imperiales oficiales generalmente se refieren a que el Emperador recibe el «Mandato del Cielo» o que el Emperador es "el sucesor del Cielo".
Según El Nuevo Libro de Tang (Tangshu), la emperatriz Wu Zetian emitió un decreto que cambiaba el uso de la palabra xǐ, que hasta entonces se usaba para los sellos imperiales, a bǎo (寶, tesoro). Su razonamiento detrás de este cambio fue que pensaba que la palabra xǐ sonaba demasiado a muerte (si, 死) o descanso (xi, 息). Pero cuando el Emperador Zhongzong fue devuelto al trono de la dinastía Tang en el año 705, cambió el nombre por el de emperador. Los sellos se remontan a xǐ. En los siglos posteriores, los términos xǐ y bǎo se alternaron, dependiendo del período.
Durante el reinado de la dinastía Yuan liderada por los mongoles, el sello imperial principal llevaba la inscripción Yu qian zhi bao (御前之寶, yü ch’ien chih pao, "Sello delante del Emperador") escrita en escritura de sello doblado y se encontró en los edictos de los emperadores Yuan que se han conservado en el Tíbet. Durante el reinado del segundo emperador Yuan, Temür Khan, los mongoles afirmaron haber adquirido el Sello que transmite el Estado y lo usaron como signo de su legitimidad y continuarían usándose durante el período de la dinastía Yuan del Norte. Durante el período de la dinastía Yuan del Norte surgió un nuevo llamado Sello que transmite el Estado, este nuevo sello no era el original producido durante la dinastía Qin, sino un sello creado posteriormente durante el reinado del kagan de Yuan del Norte Ligdan Kan durante principios del siglo XVII. Los mongoles de la época sabían que los emperadores de la dinastía Yuan tenían un sello chino conocido como el Sello que transmite el Estado que usaban para promover su legitimidad, pero no estaban en posesión del sello real, por lo que Ligdan Khan creó un nuevo Sello que transmite el Estado inspirado en los sellos utilizados por la dinastía Ming como símbolo de legitimidad política.
Durante el reinado de Hong Taiji, la dinastía Jin Posterior liderada por los yurchen afirmó haber adquirido el Sello que Transmite el Estado de los mongoles Chahar y con esta adquisición los yurchen afirmaron haber adquirido también el Mandato del Cielo, pero el sello imperial utilizado por los yurchen para sellar todos sus documentos imperiales llevaba la inscripción Zhi gao zhi bao (制誥之寶, "Sello de Edicto"), que estaba escrita en un tipo de escritura de sello utilizada por la dinastía Ming. La dinastía Qing continuaría perpetuando este mito para legitimar su gobierno sobre China.
Otro tipo de sello que fue utilizado por los emperadores chinos era un sello para indicar que un determinado texto o documento oficial estaba escrito con la letra del propio Emperador en lugar de escrito por alguien a quien el Emperador le había ordenado hacerlo. En el caso del período de la dinastía Qing, el emperador Qianlong, conocido por sus ambiciones literarias, incluida su capacidad para escribir con caligrafía de renombre, había producido una gran cantidad de textos a los que se les colocó el sello para indicar que eran suyos. escribiendo. Cuando la caligrafía del Emperador Qianlong fue tallada en estelas de piedra, la impresión del sello también se copió en la superficie de la piedra.
El Gobierno de la República de China en Taiwán ha seguido utilizando sellos cuadrados tradicionales de hasta unos 13 centímetros, conocidos por diversos nombres según la jerarquía del usuario. Parte de la ceremonia inaugural del presidente de la República de China incluye la entrega del Sello de la República de China y el Sello de Honor.
En China, el Sello del Gobierno Popular de la República Popular China era un sello cuadrado de bronce con una longitud de lado de 9 centímetros. Su inscripción dice "Sello del Gobierno Popular Central de la República Popular China". En particular, el sello utiliza la tipografía Song relativamente moderno en lugar de las escrituras de sello más antiguas, y el sello se llama yìn. (en chino, 印), no xǐ (璽). Los sellos gubernamentales de la República Popular hoy en día suelen tener forma circular y tienen una estrella de cinco puntas en el centro del círculo. El nombre de la institución gubernamental está dispuesto alrededor de la estrella en forma de semicírculo, una forma que también adoptan algunas empresas.

## Tipos de grabado
- Los sellos Zhuwen (en chino tradicional y simplificado, 朱文; pinyin, zhūwén) imprimen los caracteres chinos en tinta roja, a veces denominados sellos yang.
- Los sellos Baiwen (en chino tradicional y simplificado, 白文; pinyin, báiwén) imprimen el fondo en rojo, dejando caracteres blancos, a veces denominados sellos yin.
- Los sellos Zhubaiwen Xiangjianyin (en chino tradicional, 朱白文相間印; en chino simplificado, 朱白文相间印; pinyin, zhūbáiwén xiāngjiàn yìn) usan zhuwen y baiwen juntos

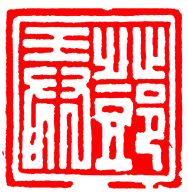
Sello Baiwen
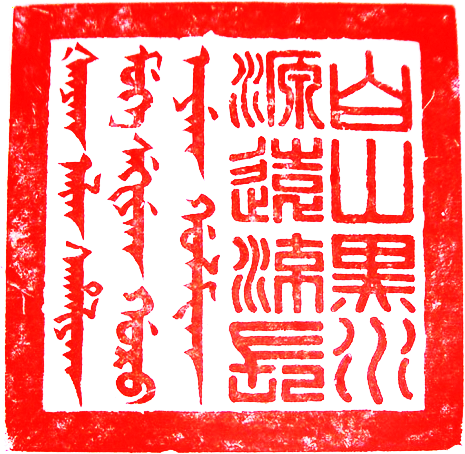
Sello Zhuwen
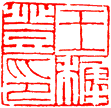
Sello Zhubaiwen Xiangjianyin
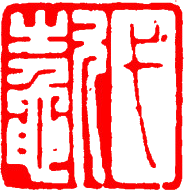
Zhuwen en el lado derecho, Baiwen en el lado izquierdo
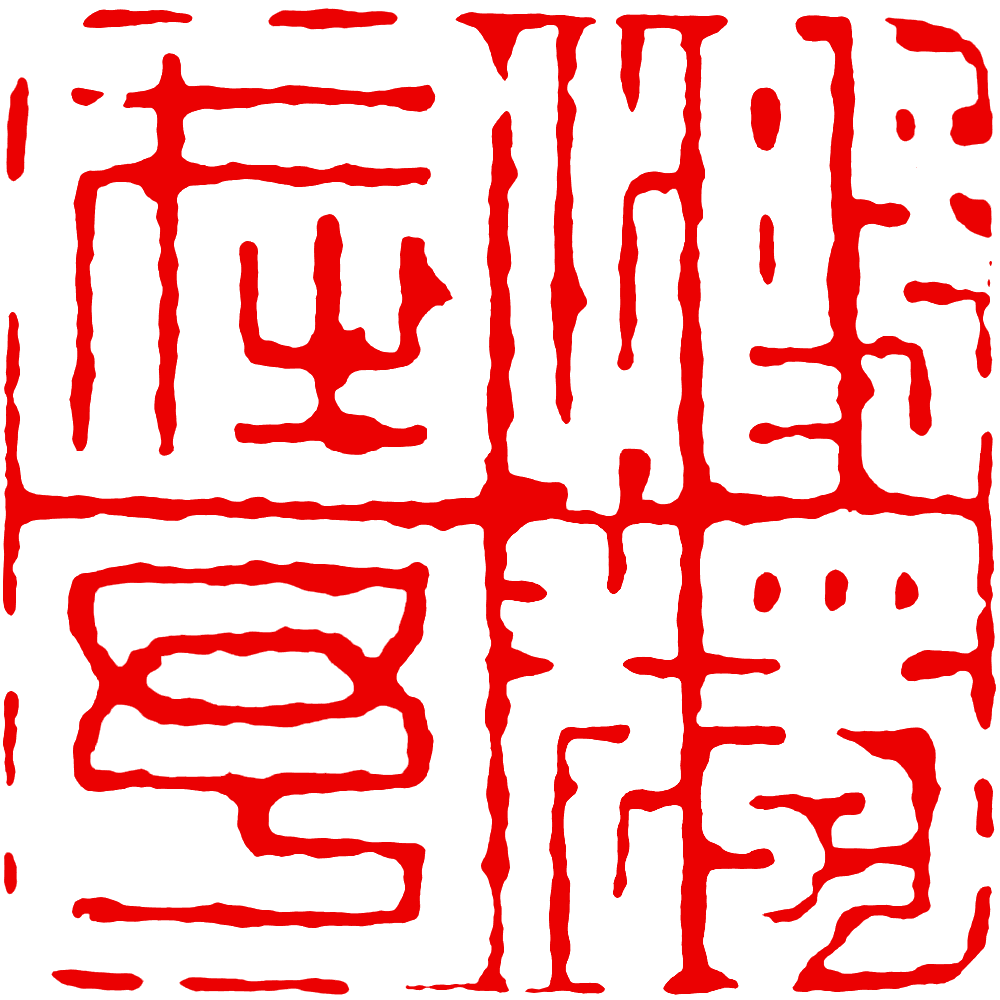
Baiwen en el lado derecho, Zhuwen en el lado izquierdo

## Autoridades gubernamentales

### Gobierno nacional

Sello Heredado del Reino, el primer sello imperial de China, usado por los emperadores para legitimar su mandato del cielo. La inscripción dice “受命於天 既壽永昌” traducido literalmente como “Me lo ordena el cielo y vivo para siempre”

Los emperadores chinos, sus familias y funcionarios utilizaban grandes sellos conocidos como xǐ (璽), posteriormente rebautizado como bǎo (寶; 'tesoro'), que corresponde a los Grandes Sellos de los países occidentales. Generalmente estaban hechos de jade (aunque también se podía utilizar madera dura o metales preciosos) y originalmente tenían forma cuadrada. Fueron cambiados a una forma rectangular durante la dinastía Song, pero volvieron a ser cuadrados durante la dinastía Qing.
El más importante de estos sellos fue el Sello Heredado del Reino, que fue creado por el primer emperador de China, Qin Shi Huang, y fue visto como un dispositivo legitimador que encarna o simboliza el Mandato del Cielo. El Sello Heredado se transmitió a través de varias dinastías, pero se perdió a principios de la dinastía Ming. Esto explica en parte la obsesión de los emperadores Qing por crear numerosos sellos imperiales (sólo para uso oficial de los emperadores, la Ciudad Prohibida de Beijing tiene una colección de 25 sellos) con el fin de reducir la importancia del Sello Heredado.
La autoridad del gobierno a menudo estaba ligada a la posesión de ciertos sellos, por ejemplo, cuando Jin posterior proclamó la dinastía Qing, solo lo hicieron después de recibir el sello de jade de los mongoles. Del mismo modo, el Yuan del Norte anterior a ellos también reclamó su legitimidad a través de sus sellos nacionales
Estos sellos normalmente llevaban los títulos de los cargos, en lugar de los nombres de los propietarios. Se podían usar diferentes sellos para diferentes propósitos: por ejemplo, el emperador Qianlong tenía varios sellos de reconocimiento informales (en chino tradicional y simplificado, 乾隆御覽之寶; pinyin, Qiánlóng yùlǎn zhī bǎo) utilizado en pinturas selectas de su colección.
El estilo de escritura más popular para los sellos gubernamentales en las épocas imperiales de China (desde la dinastía Song hasta la dinastía Qing) es la escritura nueve veces (九疊文; jiǔdiéwén), una escritura muy estilizada que resulta ilegible para los inexpertos.
En sus 143 años de existencia, el gobierno de la dinastía Nguyễn había creado más de 100 sellos imperiales. Según el Dr. Phan Thanh Hải, director del Centro de Conservación de Monumentos de Huế, al final del período de la dinastía Nguyễn, la Ciudad Púrpura Prohibida de Huế contenía un total de 93 sellos de jade y oro, de los cuales 2 eran del período de los señores Nguyễn.
El gobierno de la República de China en Taiwán ha seguido utilizando sellos cuadrados tradicionales de hasta unos 13 centímetros, conocidos por diversos nombres según la jerarquía del usuario. Parte de la ceremonia inaugural del presidente de la República de China incluye la entrega del «Sello de la República de China» y el «Sello de Honor».

En China, el sello del Gobierno Popular de la República Popular China era un sello cuadrado de bronce con una longitud de lado de 9 centímetros. Su inscripción dice "Sello del Gobierno Popular Central de la República Popular China". En particular, el sello utiliza el tipo de letra Song relativamente moderno en lugar de las escrituras de sello más antiguas, y el sello se llama yìn (印), no xǐ (璽). Los sellos gubernamentales de la República Popular China hoy en día suelen tener forma circular y tienen una estrella de cinco puntas en el centro del círculo. El nombre de la institución gubernamental está dispuesto alrededor de la estrella en forma de semicírculo, una forma que también adoptan algunos sellos corporativos.

El sello oficial de la Universidad de Taiwán en Taiwán (en chino tradicional, 國立臺灣大學印; pinyin, Guólì Táiwān Dàxué yìn)
El sello de la República de China (en chino tradicional, 中華民國之璽; pinyin, Zhōnghuá mīnguó zhī xǐ)
El Sello del Gobierno Popular de la República Popular China (en chino simplificado, 中华人民共和国中央人民政府之印; pinyin, Zhōnghuá Rénmín Gònghéguó Zhōngyāng Rénmín Zhèngfǔ zhī yìn)
El sello del presidente de la Primera República de Vietnam, Ngô Đình Diệm (1955-1963). Nótese que su inscripción está escrita íntegramente en alfabeto latino, sin signos diacríticos.

### Funcionarios del gobierno
Los burócratas del gobierno recibían sellos de oficina que servían como una muestra de estatus tanto de su cargo como de su autoridad. Estos sellos de oficina gubernamental tendían a ser lo suficientemente pequeños como para que el funcionario pudiera llevarlos en su cinturón. A diferencia de los sellos imperiales y otros sellos de alto cargo que se conocían como xi (璽); Los sellos de rango y nombramiento inferiores se conocían como "yin" (印).
A lo largo de la historia, existieron diferentes regulaciones para estos sellos de oficina que prescribían qué materiales se debían usar (aleaciones de cobre u oro) y cómo se debía dar forma a sus perillas de sello (algunos con un mango en forma de tortuga, otros de camello). Hasta el período de la dinastía Han, las regulaciones gubernamentales estipulaban que la tinta utilizada para fijar los sellos oficiales tenía sus colores determinados en función del rango del funcionario en cuestión, con varios colores como verde, morado, amarillo, etc.
A lo largo de la historia de China, la caligrafía utilizada para los sellos de las oficinas gubernamentales cambió de manera radical. En el período de la dinastía Han, las inscripciones de los sellos de las oficinas tendieron a volverse más gruesas y angulares. A partir del período de la dinastía Sui, la caligrafía se había vuelto más redondeada y delgada que antes, y más tarde, durante los períodos de la dinastía Song y Yuan, la escritura jiudie (nueve pliegues) fue el tipo de caligrafía preferido. Durante el período de la dinastía Qing, la mayoría de los sellos de las oficinas gubernamentales eran bilingües, con la inscripción en chino (escritura del sello) en el lado derecho del sello y la inscripción en escritura manchú en el izquierdo.

## Personal
Existen muchas clases de sellos personales. Los sellos privados no están regulados por naturaleza; por lo tanto, muestran la mayor variedad en contenido, forma, tamaño, material y caligrafía de cualquier tipo de sello. Los sellos con nombres, seudónimos, pseudónimos, etc., fueron utilizados como un tipo temprano de firma por las personas en sus vidas privadas. Los artistas también firmaban sus obras y cartas con sus sellos. Además, se sabe que los literatos chinos suelen utilizar varios seudónimos diferentes en sus obras, por lo que tratar de identificar el nombre de una persona a partir de un sello específico puede ser una tarea complicada.

### Nombre (印)
Denota el nombre de la persona.
| Nombre                                                                                                | Texto de ejemplo                      | Sello de ejemplo        | Uso |
| --- | ------------------------------------- | ----------------------- | --- |
| Sello con nombre personal (en chino, 姓名印; pinyin, Xingming Yin)                                    | 李小狼印, 李小狼                      | 李小狼印 · 李小狼       | Indica el nombre personal (apellido y nombre de pila) de una persona. |
| Sello con nombre de estilo (en chino, 表字印; pinyin, Biaozi Yin)                                     | 字矗昊, 矗昊                          | 字矗昊 · 矗昊           | Indica el nombre de estilo de una persona. |
| Sello de concubina sujeto (en chino, 臣妾印; pinyin, Chenqie Yin)                                     | 臣小明 (masculino), 妾美櫻 (femenino) | 臣小明 · 妾美櫻         | Utilizado en tiempos imperiales por consortes o funcionarios imperiales. |
| Sello de palabra simplificado (en chino, 書簡印; pinyin, Shujian Yin)                                 | 如佩信印                              | 如佩信印                | En las cartas, en lugar de escribir a mano los buenos deseos, se utiliza el sello. |
| Sello de carácter giratorio (en chino, 迴文印; pinyin, Huiwen Yin)                                    | 李小狼印, 徐永裕印                    | 李小狼印 · 徐永裕印     | Igual que el sello con nombre personal, pero los caracteres se leen en sentido contrario a las agujas del reloj, en lugar de hacerlo de arriba hacia abajo, de derecha a izquierda. A veces se utiliza en la escritura (por ejemplo, para firmar el prefacio de un libro). |
| Sello general/combinado (en chino, 總印; pinyin, Zong Yin)                                            | 大英伯明皇龍正之章                    | 大英伯明皇龍正之章      | Indica el nombre personal y el nombre del lugar de donde proviene. |
| Sello oficial/gubernamental (en chino, 官印; pinyin, Guan Yin)                                        | 宜州管下羈縻都黎縣印                  | 宜州管下羈縻都黎縣印    | Sello de un departamento del Gobierno, o del jefe del departamento. |
| Sello del reino (en chino, 國璽; pinyin, Guo Xi), sello del emperador (en chino, 帝璽; pinyin, Di Xi) | 大清帝國之璽, 文帝行璽                | 大清帝國之璽 · 文帝行璽 | Sello del reino o del monarca. |

### Libre (閑印)
Pueden contener la filosofía personal o la inclinación literaria de la persona. Pueden tener cualquier forma, desde ovalada hasta con forma de dragón.
| Nombre                                                                            | Texto de ejemplo      | Sello de ejemplo   | Uso |
| --------------------------------------------------------------------------------- | --------------------- | ------------------ | --- |
| Sello de retrato (en chino, 肖形印; pinyin, Xiaoxing Yin)                         | (Imagen de un venado) | Lucky Deer         | Tiene imágenes sin palabras para expresar el carácter del usuario. |
| Sello de dichos de la suerte (en chino, 吉語印; pinyin, Jiyu Yin)                 | 日就富貴              | 日就富貴           | Tiene dichos y proverbios de suerte. |
| Sello superior del Dios Amarillo (en chino, 黃神越章; pinyin, Huangshen Yuezhang) | 黃神越章天帝神之印    | 黃神越章天帝神之印 | Utilizado en la antigüedad como un amuleto protector en cartas para proteger al destinatario de bestias salvajes o demonios; ahora se utiliza principalmente como una convención de buenos deseos en cartas a personas que viajan al extranjero, así como un amuleto protector para que la carta sea entregada de manera segura al destinatario. |
| Sello de sellado (en chino, 封泥; pinyin, Feng Ni)                                | N/A                   | N/A                | Se utiliza para sellar cartas o paquetes, a menudo después de que la etiqueta/tira de sellado se haya pegado en la solapa. |

## Uso en la sinoesfera

### Uso chino

Esquema de sello chino, pasta de sello y técnica para utilizarlos.

CEn China, muchas personas poseen un sello con su nombre. Artistas, académicos, coleccionistas e intelectuales pueden poseer un juego completo de sellos con su nombre, sellos de ocio y sellos de estudio. Un sello bien hecho con piedras semipreciosas puede costar entre 400 y 4000 yuanes (unos 60 a 600 dólares estadounidenses en 2021).
Los sellos todavía se utilizan con fines oficiales en varios contextos. Al recoger paquetes o correo certificado, el sello con el nombre sirve como identificación, similar a una firma. En los bancos, tradicionalmente el método de identificación también era mediante un sello. Los sellos siguen siendo la forma habitual de identificación en los cheques en China continental y Taiwán. Hoy en día, la identificación personal suele ser mediante una firma a mano acompañada de una impresión de sello. Los sellos pueden servir como identificación con firmas porque son más difíciles de falsificar que una firma, y solo el propietario tiene acceso a su propio sello.
Los sellos también se utilizan a menudo en obras de caligrafía china y pinturas chinas, normalmente impresos en dichas obras en el orden (de arriba abajo) de sello con nombre, sello(s) de ocio y luego sello de estudio. Los propietarios o coleccionistas de pinturas o libros suelen añadir sus propios sellos de estudio a las piezas que han coleccionado. Esta práctica es un acto de aprecio por la obra. Algunas obras de arte no solo han tenido sellos, sino también inscripciones del propietario; por ejemplo, el emperador Qianlong tenía hasta 20 sellos diferentes para usar con inscripciones en las pinturas que coleccionaba. Siempre que se haga con buen gusto (por ejemplo, sin oscurecer el cuerpo de la pintura, con una inscripción apropiada, una caligrafía fina, etc.), esta práctica no devalúa la pintura, sino que posiblemente podría realzarla al darle más procedencia, especialmente si es un sello de una persona famosa o célebre que poseyó la obra en algún momento.
Los sellos suelen ser tallados por talladores de sellos especializados o por los propios usuarios. Los talladores especializados graban el nombre del usuario en la piedra con uno de los tipos de escritura y estilos estándar descritos anteriormente, normalmente por una tarifa. Algunas personas graban sus propios sellos utilizando esteatita y cuchillos finos, que están ampliamente disponibles; esto es más barato que pagar a un profesional por su experiencia, habilidad y material. Los resultados varían, pero las personas pueden grabar sellos perfectamente legítimos por sí mismas.
Como recuerdo novedoso, los talladores de sellos también se dedican al negocio turístico en los barrios chinos y los destinos turísticos de China. A menudo graban en el lugar o traducciones de nombres extranjeros en esteatita barata, a veces con caracteres romanos.
Determinar qué lado del sello debe mirar hacia arriba se puede hacer de varias maneras: si hay un grabado en la parte superior, el frente debe mirar hacia el usuario; si hay una inscripción en el costado, debe mirar hacia la izquierda del usuario; si hay un punto en el costado, debe mirar hacia el lado opuesto al usuario.
Una vez que se utilizan los sellos, se limpia la mayor cantidad posible de pasta de la superficie de impresión y de los bordes con un material adecuado. Los sellos se conservan en un ambiente constante, especialmente los sellos hechos de sándalo o cuerno de buey negro. Los sellos altos y delgados se mantienen mejor de lado, para evitar que se tambaleen y se caigan. Los sellos más importantes, como los sellos de autoridad y sociedad, se envuelven en una tela de seda dorada para protegerlos.

### Uso japonés

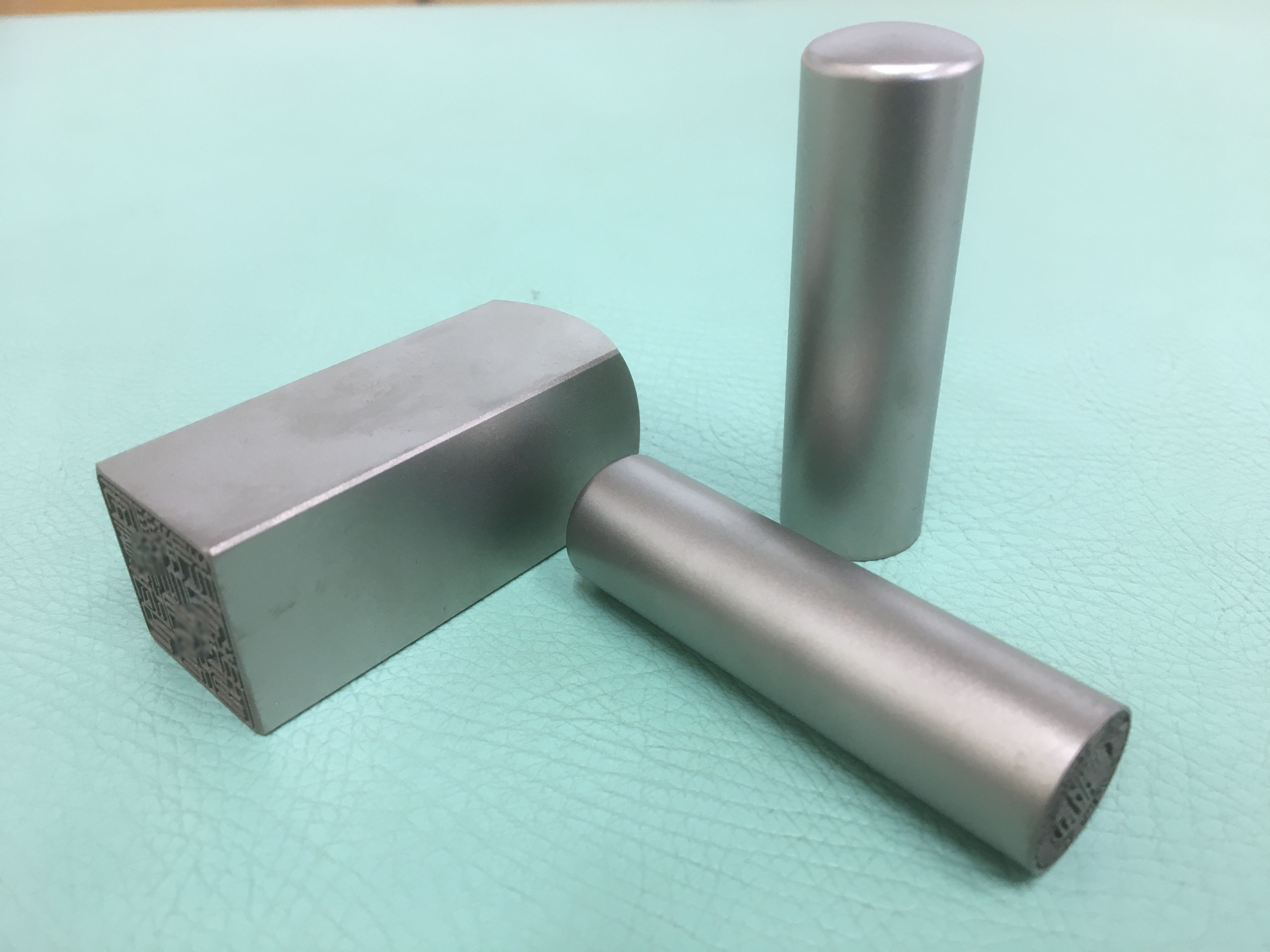
Sellos de titanio fabricados en Japón: un sello cuadrado para corporaciones (izquierda), un sello para cuentas bancarias (abajo a la derecha) y un sello de uso general (arriba a la derecha).

En Japón, a los sellos en general se les conoce como inkan (印鑑?) o hanko (判子?). Inkan es el término más completo; hanko tiende a referirse a los sellos utilizados en documentos menos importantes.
La primera evidencia de escritura en Japón es un hanko que data del año 57 d. C., hecho de oro macizo, entregado al gobernante de Nakoku por el emperador Guangwu de Han, llamado sello de oro del rey de Na. Al principio, solo el emperador y sus vasallos de mayor confianza tenían hanko, ya que eran un símbolo de la autoridad del emperador. La gente noble comenzó a usar su propio hanko personal después del 750 d. C., y los samuráis comenzaron a usarlos en algún momento durante el Período Feudal. A los samuráis se les permitía el uso exclusivo de tinta roja. Los sellos de estilo chino también fueron utilizados por el Reino de Ryūkyū. Después de que comenzara la modernización en 1870, el hanko pasó a ser de uso generalizado en toda la sociedad japonesa.
Las oficinas gubernamentales y corporaciones generalmente tienen inkan específicos para su oficina o empresa y siguen las reglas generales descritas para jitsuin con las siguientes excepciones. En tamaño, son comparativamente grandes, midiendo de 2 a 4 pulgadas (5,1 a 10,2 cm) de ancho. Sus mangos a menudo están tallados de manera ornamentada con frisos de bestias míticas o inscripciones hakubun talladas a mano que pueden ser citas de la literatura, nombres y fechas, o poesía original. El sello real de Japón es un ejemplo; con un peso de más de 3,55 kg y unas medidas de 9,09 cm, el emperador lo utiliza para fines oficiales.

Algunos sellos tienen túneles cuadrados tallados desde el mango hasta la parte inferior, de modo que una persona puede deslizar su inkan en el hueco, firmando así un documento con su nombre y el nombre de la empresa (o agencia). Estos sellos suelen almacenarse en cajas de estilo jitsuin bajo alta seguridad, excepto en ceremonias oficiales, en las que se exhiben en soportes ornamentados o en sus cajas.

El sello dorado del rey de Na
Sello real del Reino de Ryūkyū
El sello estatal de Japón
El sello real de Japón